# كيراس
KRAS ‏ ( K-ras أو Ki-ras)  عبارة عن جين يعمل بمثابة مفتاح تشغيل/ إيقاف في إشارة الخلية، عندما يعمل بشكل طبيعي فإنه يتحكم في تكاثر الخلايا، وعندما يكون متحورًا تتعطل الإشارة السلبية، وهكذا يمكن أن تتكاثر الخلايا بشكل مستمر وغالبًا ما تتطور إلى سرطان.
يطلق عليه KRAS لأنه تم التعرف عليه لأول مرة باعتباره أحد الأورام الخبيثة في فيروس Kirsten RAt Sarcoma، تم اشتقاق الأورام الفيروسية من الجينوم الخلوي، ولذلك يطلق على الجين KRAS في الجينوم الخلوي جين ورمي.
تم العثور على المنتج الجيني لأول مرة باعتباره P21 GTPase، ومثل أعضاء آخرين في الفئة الفرعية ras فإن بروتين KRAS هو بروتين الGTPase وهو مؤثر مبكر في العديد من مسارات نقل الإشارات، يتم ربط KRAS عادةً بأغشية الخلايا بسبب وجود مجموعة إيزوبرين على الطرف C.، هناك نوعان من المنتجات البروتينية لجين KRAS في خلايا الثدييات التي تنتج عن استخدام إكسون 4 البديل (exon 4A و 4B على التوالي): K-Ras4A و K-Ras4B، هذه البروتينات لها بنية مختلفة في منطقة الطرف C واستخدامها آليات مختلفة للترجمة إلى الأغشية الخلوية بما في ذلك غشاء البلازما.

## الوظيفة
KRAS بمثابة مفتاح تشغيل / إيقاف جزيئي وذلك باستخدام حركات البروتين، بمجرد أن يتم تفعيله تفارغيًا فإنه يوظف وينشط البروتينات اللازمة لانتشار عوامل النمو فضلا عن غيرها من الخلايا مما يأشر لمستقبلات مثل ج-راف و PI 3-كيناز، تقوم KRAS بتنظيم ناقل الجلوكوز GLUT1 وبالتالي المساهمة في تأثير واربورغ في الخلايا السرطانية، يرتبط KRAS بـ GTP في حالته النشطة، كما أنه يمتلك نشاطًا إنزيميًا جوهريًا يشق الفوسفات الطرفي للنيوكليوتيد ويحوله إلى جوانوزين ثنائي الفسفات، عند تحويل GTP إلى جوانوزين ثنائي الفسفات يتم إلغاء تنشيط KRAS، عادة ما يكون معدل التحويل بطيئًا ولكن يمكن زيادته بشكل كبير بواسطة بروتين ملحق من فئة البروتين المنشط لـ GTPase، على سبيل المثال RasGAP، ويرتبط KRAS بدوره بالبروتينات من فئة عامل تبادل النوكليوتيدات في الجواني (GEF) (مثل SOS1 ) والذي يفرض إطلاق النوكليوتيدات المرتبطة (جوانوزين ثنائي الفسفات)، وفي وقت لاحق فإن KRAS يرتبط بـ GTP الموجود في العصارة الخلوية ويتم تحرير مرفق البيئة العالمية من ras-GTP.

## الأهمية السريرية
طليعة هذا الجين الورمي يكون متجانس الورم الجيني Kirsten ras من عائلة جينات الثدييات ras، إن إحلال الأحماض الأمينية الأحادية وخاصة استبدال النوكليوتيدات المفردة مسؤول عن حدوث طفرة تنشيطية، البروتين المتحول الذي ينتج عنه تورط في العديد من الأورام الخبيثة بما في ذلك سرطان الغدد الرئوية والورم الحميد المخاطي وسرطان قناة البنكرياس وسرطان القولون والمستقيم.
تم العثور على العديد من طفرات KRAS الجرثومية المرتبطة بمتلازمة نونان ومتلازمة القلب والوجه الجلدية.
وجدت طفرات KRAS الجسدية بمعدلات مرتفعة في اللوكيميا وسرطان القولون والمستقيم وسرطان البنكرياس وسرطان الرئة.

## استخدامه هدفا للأدوية
طفرات السائق في KRAS تكمن وراء التسبب في ما يصل إلى 20% من سرطانات الإنسان، وبالتالي فإن KRAS هو هدف المخدرات جذابة، ولكن عدم وجود مواقع ملزمة واضحة أعاقت تطوير الأدوية، أحد مواقع التفاعلات الدوائية المحتملة هو حيث يرتبط GTP / GDP، ومع ذلك فإنه نظرًا للارتباط العالي بشكل غير عادي بـ GTP / GDP لهذا الموقع فمن غير المرجح أن تتنافس مثبطات الجزيئات الصغيرة التي تشبه العقاقير مع رابط GTP / GDP، بخلاف ما يرتبط GTP / GDP لا توجد مواقع ربط تقارب عالية واضحة للجزيئات الصغيرة، طفرة سائق متكررة إلى حد ما هي KRAS G12C المتاخمة لموقع ربط ضحل، وقد سمح ذلك للتطوير لمثبطات KRAS المحبة للإلكترونات التي يمكن أن تشكل روابط تساهمية لا رجعة فيها مع ذرة الكبريت محبة للنواة من السيستئين-12، وبالتالي انتقائية تستهدف KRAS G12C وترك النوع البري من KRAS يمسها، تصل اثنان من مثبطات الروابط التساهمية KRAS G12C الطافرة إلى الاختبارات السريرية: AMG 510 ( Amgen ) و MRTX-849 ( Mirati Therapeutics ) بينما حصل ARS-3248 ( Wellspring Biosciences / Janssen ) على فحص جديد للدواء (IND) لبدء التجارب السريرية،

## التفاعلات
يتفاعل KRAS مع:
- سي راف،[21][22]
- PIK3CG،[23]
- RALGDS،[21][24]
- RASSF2.[25]
- كالمودولين[26]